# Daimús
Daimús (spanisch Daimuz) ist eine spanische Gemeinde (Municipio) mit 3.419 Einwohnern (Stand: 2024) in der Valencianischen Gemeinschaft, in der Comarca La Safor.

## Lage
Daimús liegt an der Costa del Azahar (Mittelmeerküste) in einer Höhe von ca. 5 m. Die Provinzhauptstadt Valencia liegt etwa 65 Kilometer in nordnordwestlicher Richtung. 

## Geschichte
| Jahr      | 1900 | 1930  | 1950  | 1960  | 1970  | 1981  | 1991  | 2001  | 2011  | 2021  |
| --------- | ---- | ----- | ----- | ----- | ----- | ----- | ----- | ----- | ----- | ----- |
| Einwohner | 891  | 1.242 | 1.316 | 1.383 | 1.277 | 1.264 | 1.279 | 1.829 | 3.200 | 3.277 |

## Kultur und Sehenswürdigkeiten
- Peterskirche aus dem 15. Jahrhundert
- Strand von Daimús